# Diogo Ramos
Diogo Emanuel Alves Ramos (n. 8 noiembrie 1986, Grijó, Vila Nova de Gaia, Portugalia), cunoscut ca Diogo Ramos este un fotbalist portughez care evoluează în prezent la S.C. Freamunde. De-a lungul carierei a mai evoluat la FC Porto și la Gloria Bistrița.